# Astragalus antalyensis
Astragalus antalyensis es una especie de planta del género Astragalus, de la familia de las leguminosas, orden Fabales.
Fue descrita científicamente por A. Duran & D. Podlech.